# 六號出口

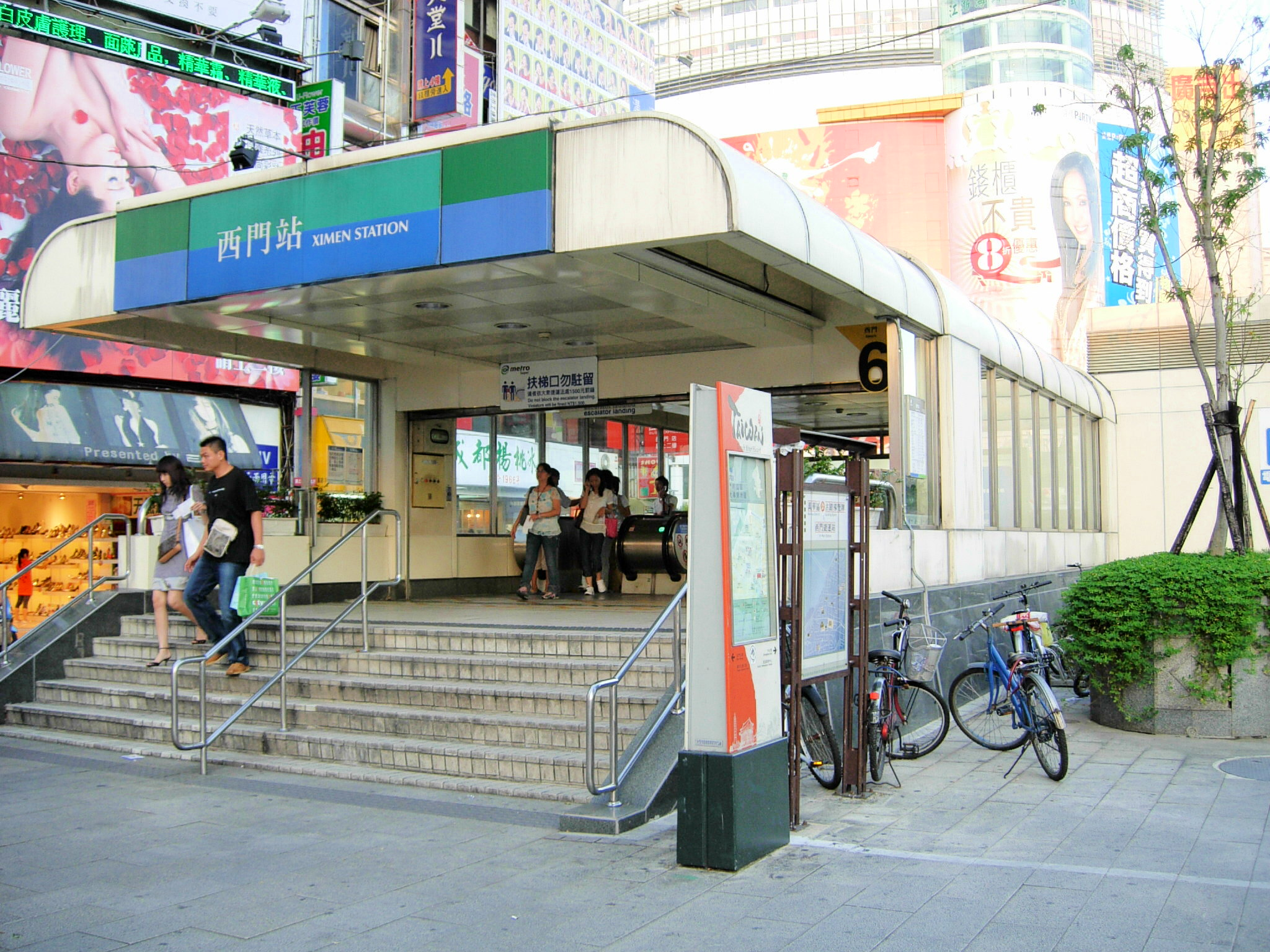
西門站6號出口。

《六號出口》是一部林育賢導演的台灣電影，以青少年經常出沒的台北市西門町為背景，透過一連串少女失蹤事件為故事主軸，呈現當下青少年不為人知的生活百態。

## 劇情簡介
故事背景是發生於台北捷運西門站6號出口，遊走當地的「西門飛俠」范達音，與麻吉Vance、Fion、小薇，捲入一連串牽涉到輕功、綑綁老妖、高校女生連續失蹤的神秘事件；在范達音追查下，所有線索指向新興部落格「秋葉會」。那隱藏在純白櫻花與血紅楓葉寓意下，令人戰慄的真相，結局令觀眾震撼。 
對人生毫無方向的范達音因為逞英雄被人追打，無意中發現自己驚人的跳躍力，從沒沒無聞的顧攤少年成為傳說中的「西門飛俠」。范達音與好友Vance每天下午都要進行下午茶聚會，日子雖然無聊，但兩個人無聊總比一個人無聊好，他倆望著西門站6號出口前人來人往的廣場，總是期待有新鮮事發生。 
新鮮事發生了，但不是好事：他們的朋友小薇失蹤了。小薇失蹤的同時，還有四個名校的女高中生也都在西門町失蹤了，而所有線索指向一個戴鴨舌帽的神秘老人。想要找出老人，得向西門町最大的老人勢力下手，那就是西門町老人幫。老人幫首領「仙波指」老蔣卻要與范達音先比試一場再來談！ 
在眾人合作下，范達音與夥伴們終於逮住神秘老人，才發現事情完全不是他們所想的那回事。少女失蹤原因依舊渾沌不明，少女們卻一步步踏入了鬼門關。事情的真相，就在一塊塊內含玫瑰花瓣的冰塊，以及那一張張看似毫無關聯的美少女大頭貼裡！

## 演員陣容

### 主要演員
| 演員   | 角色   | 暱稱/關係/職業 |
| 彭于晏 | 范達音 | 18歲開朗男，書報攤小老闆，為了追女生而去大頭貼店兼差當工讀生，他整天掛著DJ專用的大耳機，夢想有天能在萬人面前秀自己的DJ絕技，但目前是個連黑膠唱片正反面都搞不清楚的半調子，偶而與Vance幹些挑戰極限的蠢事；那夜，上百人目睹他從獅子林大樓頂飛躍到另一側FANCL大樓頂 ( 原 來來百貨大樓 ) ，兩樓空中間距９公尺（人類世界跳遠記錄8.95公尺），這一跳讓范達音一夕之間成為西門町的傳奇人物，同時蹦出個「西門飛俠」的稱號 。 ★在第一次見到Fion後，便深深的愛上了她。 |
| 阮經天 | Vance  | 18 歲滑板男 ，運動鞋店送貨員，也是名高階駭客，進出全球重要機構的電腦資料庫如進自家廚房般容易，他與范達音是自幼玩伴，兩人常一起挑戰極限運動，至今依然維持「以物易物」的習慣（他拿電腦遊戲與范達音換Ａ書），每天下午他都會帶著兩杯冰拿鐵到「拍貼工房」與范達音一起喝咖啡聊是非。 |
| 閻韋伶 | 小薇   | 17歲龐克女，外型甜美，興趣是音樂創作、拍大頭貼、彈鋼琴，因對學業、家庭以及與Fion從小到大的競爭壓力感到厭倦，索性拋開一切輟學翹家，鎮日在西門町遊蕩，因愛拍大頭貼而認識「拍貼工房」工讀生范達音，她對健談開朗的范達音雖然很有好感，但心底明白自己與范達音畢竟是兩個不同世界的人，只能在與范達音單獨相處時，尋求那一絲甜蜜的感覺。 |
| 劉荷娜 | Fion   | 17歲韓国女生，父亲是在台韩商。興趣是拍大頭貼與彈鋼琴，目前就讀北一女，是個各方面表現優秀讓父母引以為傲的孩子，但她一點也不快樂，因為從小到大她就必須與唯一的朋友小薇在各方面競爭第一名，她不想讓自己的人生目的只是讓父母「引以為傲」，她不要！她想掌握自己的人生，但卻沒有小薇翹家逃離一切的勇氣。 |

### 其它演員
| 演員   | 角色     | 暱稱/關係/職業 |
| 丁強   | 老蔣     | 70歲功夫男，個性古怪，身懷絕技的西門町老人幫首領，外號「仙波指」，擁有一指便能戳穿一吋厚木板的神功。 |
| 張翰   | 竹野內豐 | 38歲光頭型男，老鳥警員，范達音家書報攤情色讀物的「忠實顧客」，雖然嫉惡如仇卻有些膽小怕事，他最愛看日劇「海灘男孩 Beach Boy 」，夢想能成為像主角反町隆史和竹野內豐那樣的 Beach Boy ，總是一付隨時可以去海邊衝浪的裝扮；他喜歡跟范達音、 Vance 這樣的年輕人混在一塊兒，除了能蒐集轄區內的大小情報，更為了要讓自己感覺年輕。 |
| 徐凱希 | 萱萱     | 15歲翹家中輟生，與小薇合組「三姊妹」，在外租屋共同居住，靠與人援交賺取生活費。 |
| 卡拉   | 莎莎     | 15歲翹家中輟生，與小薇合組「三姊妹」，在外租屋共同居住，靠與人援交賺取生活費。 |

## 工作人員
- 影片年份：2007 年
- 出品國：台灣
- 出品：一條龍虎豹國際娛樂有限公司／翻滾男孩電影有限公司
- 發行商：翻滾男孩電影有限公司／前景娛樂有限公司
- 語言：華語／韓語
- 色彩：Color
- 導演：林育賢
- 製片：黃江豐、張小燕
- 攝影指導：汪大勇
- 美術指導：夏紹虞
- 音樂統籌：林暐哲、陳建騏
- 製作統籌：林宏杰
- 行銷企劃：李映萱
- 執行製片：林慕凡、許宬瑋
- 美術：陳柏任、黃美清
- 燈光指導：莊季營
- 鋼琴指導：蔡宜珍
- 電影主題曲：小情歌（蘇打綠 唱）
- 電影片尾曲：我們（辰伶 唱）
- 電影插曲：〈You are, you will〉、〈背著你〉（蘇打綠 唱。收錄於：蘇打綠《小宇宙》專輯）
- 配樂：陳建騏
- 編劇：王國光
- 角色：范達音（彭于晏 飾）、Vance（阮經天 飾）、Fion（劉荷娜 飾）、小薇（辰伶 飾）、張翰、丁強、徐宛鈴（鴨子）

## 導演的話
本片由台灣纪录片導演林育賢執導，這也是他第一部剧情長片。這部電影以青春為故事主轴，将现今年轻人的街頭文化元素：大頭貼、極限運動、搖滾樂、嘻哈DJ、塗鴉， 加上西門町老揹揹、流浪漢、紅包場等，有懸疑、偵探，但除了這些声光效果，林育賢也在其中提出了沉重的社会问题，這和他處理紀錄片的調性類似，仍不忘希望能喚醒一些社會的省思與關懷。
每個時代都有屬於自己的年輕的聲音，但卻遲遲未發聲。《六號出口》就是一部為這個时代的年輕人發聲的電影。西門町捷運6號出口，一個什麼事都可能發生的地方，它融合新舊時代的文化，建築與人群。台灣的年輕人面臨了一些問題，但來自社會的壓力普遍認為他們是没有未来的世代，或许只是暂时找不到出口吧了…，相信这个世代的全世界年輕人都有所同感。
一個十分豐富有趣却沉重的題材，以懸疑偵探為電影題材，除了吸引年輕人的認同外，加上我們擅長街頭紀實的拍攝手法以及紀錄式剧情片的真實感動敘事風格，相信它的话题可以扩展到更多不同的年龄层。就如同我們影片的宣傳標語所说的：「捷運可以载你到西門町六號出口，但你的出口在哪裡？」讓我們一起來尋找出口吧！
《六号出口》是纪录片《翻滚吧！男孩》导演林育贤执导的第一部电影，故事以臺北西鬧區為背景，藉由尋找失蹤女孩，呈現西門町的多樣面貌，也點出年輕人不知何去何從的心理。該片預算3,000萬台幣，並與南韓的Ei21公司合作，以開發日、韓市場。
阮經天、彭于晏最近一起加入行政院新聞局輔導金電影《六號出口》的演出，為了演好生平第一部電影，兩人跟着專業的滑板教练学滑板將近一個月，摔得滿身都是瘀青。
片中阮經天飾演滑板高手，没事喜歡上網當駭客，而私下阮經天也曾經沉迷於網路世界。他說，高中時因為著迷網路電玩，把網咖當成家，父母還張貼尋人啟事找他。现在他怕上瘾，不敢再玩，但也因此对电影中角色心理，有更深的了解。彭于晏在《六号出口》片中是一心想當DJ的年輕人，没事喜歡和阮經天玩滑板。成長於加拿大，原本不會玩滑板的彭于晏說，因为教练说「要摔才能成長」，所以他也只能忍痛苦練。
20岁的刘荷娜来自南韓，21歲的辰伶則因外型與歌唱實力脱穎而出，將在片中有吃重演出。
劉荷娜在影片中飾演了一個生活在台灣的韓國學生，是一位從小就成績優秀的乖乖女，而内心則不斷想反抗，去嘗試新潮的生活。劉荷娜在片中展現了她驚人的華语水準，除了比較複雜的表達，簡單的對話，她都能够用華语完成拍摄。加上原本韓國人的设定，劉荷娜的表現相當真實。文化的差异使她不能完全理解角色的生活背景，在表演上还是有几分青涩。不過第一次出演，就擔當大銀幕主角的劉荷娜，勇敢報名參加了2006年金馬獎影后的角逐，显示了她对自己的演技十分自信。

## 片中六個神祕事件
- 輕功再現

有群眾於西門町目擊一人飛躍兩棟大樓間，大樓空中間距9公尺（人類世界跳遠記錄8.95公尺），目擊民眾表示，並沒有看見此人使用任何輔助器材，他是直接自獅子林大樓頂跳至FANCL大樓頂（原 來來百貨大樓），輕功高手隱居在西門町的傳說開始在街頭流傳。 
- 高校女生連續失蹤案

四名來自不同學校的高中女生，同一天內都在西門町失蹤了，從捷運站的監視攝影畫面上所見，四人最後的身影都是走向6號出口。 
- 秘密結社

一新興部落格「秋葉會」出現在網路上，該會以免費提供會員上傳大頭貼及冰封Freeze個人秘密（不可告人之事、個人咒怨與邪念等等）的服務功能迅速吸引年輕學子登錄成為會員，散佈西門町各處的大頭貼店則是會員們主要活動場所，目前年輕人流行在大頭貼機器前拍照時不再喊：Cheese或C以做出笑臉，而是喊：Freeze！據信這便是「秋葉會」會員間相互辨識的暗號，有人相信「秋葉會」其實是個網路新興宗教團體，藉由網路手法吸收信徒，其真實目的仍不得而知。 
- 綑綁老妖

傳說西門站6號出口外，最近出現一有綁縛癖老人───「綑綁老妖」，專找援交少女下手，據了解，該老人頭戴鴨舌帽遮掩面目，先以高價誘使少女上鉤，再以一捲紅絲線遂其殘忍癖好，儘管傳言不斷，至今仍未有受害少女報案，也有人認為受害少女已在該老人手中人間蒸發。 
- 無主詭異海報

以西門站6號出口為中心，方圓五百公尺內的牆上出現大量神秘海報，海報上沒有屬名張貼單位，而是以字體奇異的阿拉伯數字「6」為標題，內容是以拼貼手法組成的詭異人像群照，雖然有人懷疑是某種廣告手法，但至今仍沒有任何公司、團體或個人承認與該海報有關聯。 
- 慘叫飛輪

近日西門站東側之中山堂廣場時常出現似人的慘叫怪音，據民眾表示常在中山堂屋頂發現奇怪的黑影，因天暗無法辨識為人或動物，此黑影在屋頂出現不久後即會出現慘叫怪音，管理人員初步排除風切聲等自然因素，懷疑是某種珍稀類生物出沒，已尋求農委會及動物園等相關單位協助。

## 主題曲
- 值得注意的是，電影主題曲〈小情歌〉成為蘇打綠最膾炙人口的代表作，由吳青峰作詞作曲，出自專輯《小宇宙》。

- 2007年6月16日晚，華語樂壇最具影響力的音樂頒獎禮「第18屆台灣金曲獎頒獎禮」在台北小巨蛋劇場隆重舉行，吳青峰所做〈小情歌〉獲得最佳作曲獎。

## 相關網站
- Yahoo奇摩電影上《六號出口》的資料（繁體中文）
- 開眼電影網上《六號出口》的資料（繁體中文）
- 豆瓣电影上《六號出口》的資料 （简体中文）
- 时光网上《六號出口》的資料（简体中文）
- AllMovie上《六號出口》的资料（英文）
- 爛番茄上《六號出口》的資料（英文）
- 香港影庫上《六號出口》的資料（繁體中文）
- 互联网电影数据库（IMDb）上《六號出口》的资料（英文）